# Емануеле Пиро
Емануеле Пиро (на италиански: Emanuele Pirro) е бивш пилот от Формула 1.
Роден на 12 януари 1962 година в Рим, Италия.

## Формула 1
Емануеле Пиро прави своя дебют във Формула 1 в Голямата награда на Франция през 1989 година. В световния шампионат записва 40 състезания като записва 3 точки.